# Paepalanthus multicapitatus
Paepalanthus multicapitatus är en gräsväxtart som beskrevs av Ana Maria Giulietti och E.B.Miranda. Paepalanthus multicapitatus ingår i släktet Paepalanthus och familjen Eriocaulaceae. Inga underarter finns listade i Catalogue of Life.